# Li Myong-gum
Li Myong-gum, född 6 juni 1968, är en nordkoreansk bågskytt. Hon deltog vid olympiska sommarspelen 1992.